# Manunda (Schiff)
Die Manunda war ein 1929 in Dienst gestelltes Passagierschiff der australischen Reederei Adelaide Steamship Company und das bis dahin größte Schiff dieser Reederei. Von 1940 bis 1945 diente sie als Hospitalschiff AHS Manunda (Australian Hospital Ship Manunda)  unter australischer Flagge. Nach dem Krieg wieder als Passagierschiff genutzt, wurde sie 1957 in Japan verschrottet.

## Passagierschiff
1927 bestellte die in Adelaide sitzende australische Reederei Adelaide Steamship Company bei der Schiffswerft William Beardmore and Company  in Dalmuir ein 9119 Bruttoregistertonnen großes Motorschiff, das für den Passagier- und Postverkehr entlang der westaustralischen Küste (Australian coastal passenger service) in Dienst gestellt werden sollte. Die TSMV Manunda (TSMV = Twin Screw Motor Vessel; dt. Doppelschrauben-Motorschiff) lief am 27. November 1928 vom Stapel und wurde am 16. April 1929 fertig gestellt. Im Juni 1929 traf sie nach der Überfahrt von Schottland in Australien ein und nahm ihren Passagierverkehr von Sydney über Melbourne und Cairns nach Fremantle auf. 
Die Manunda konnte 176 Passagiere der Ersten Klasse und 136 der Zweiten Klasse unterbringen und fuhr bei einer Reisegeschwindigkeit von 15 Knoten. Der Erfolg der Manunda veranlasste die Adelaide Steamship Company, 1934 bei Alexander Stephen and Sons ein noch größeres, schnelleres Schwesterschiff zu ordern, die Manoora (10.856 BRT), die 1935 ihren Dienst aufnahm. Beide Schiffe wurden nach Vororten der Stadt Cairns in Queensland benannt und zählten zu den populärsten australischen Passagierschiffen ihrer Zeit.

## Hospitalschiff

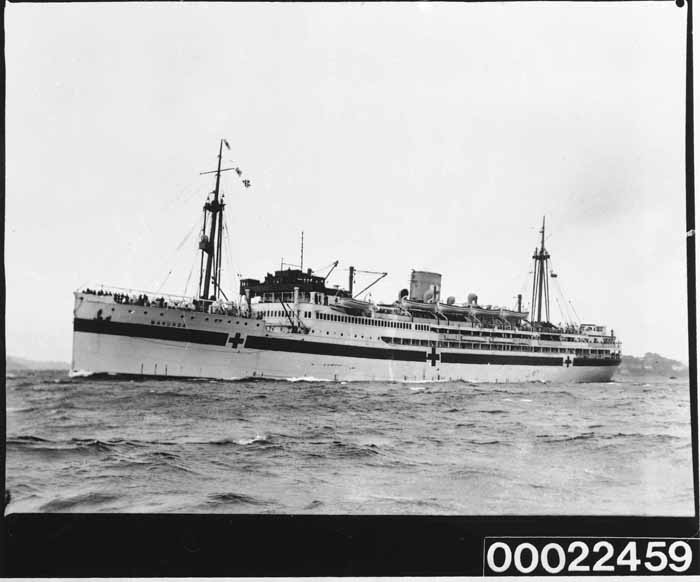
Als Hospitalschiff in Port Jackson, 17. August 1940 (Foto von Samuel J. Hood)

Nach Ausbruch des Zweiten Weltkriegs wurde die Manunda im September 1939 für den Kriegseinsatz angefordert und in ein Defensively Equipped Merchant Ship (DEMS), dt. in etwa „zur Verteidigung ausgerüstetes Handelsschiff“, umgewandelt. Sie kam nun unter die Kontrolle des Australian Shipping Control Board. In Sydney wurde die Manunda anschließend in ein Hospitalschiff umgerüstet und am 25. Mai 1940 den zuständigen Behörden überstellt. Am 22. Juli 1940 wurde sie als AHS Manunda (Australian Hospital Ship) in Dienst gestellt. Neuer Kommandant wurde Kapitän James Garden. Dem an Bord stationierten Krankenhausstab stand Lieut. Colonel John Beith vor und die Krankenschwestern des Australian Army Nursing Service (AANS) standen unter der Leitung der Oberschwester Clara Jane Schumack. 
Auf ihrer ersten Fahrt als Hospitalschiff fuhr die Manunda nach Darwin und Port Moresby und kehrte anschließend nach Sydney zurück. Zwischen November 1940 und September 1941 absolvierte sie insgesamt vier Überfahrten in den Mittleren Osten und ins Mittelmeer, bevor sie nach Darwin verlegt wurde. Am 14. Januar 1942 traf die Manunda nach siebentägiger Fahrt aus Darling Harbour kommend in Darwin ein. Über die kommenden fünf Wochen, in denen das Schiff dort lag, wurden Routinemaßnahmen durchgeführt und Rettungsübungen vorgenommen. Das Krankenpersonal besichtigte außerdem umliegende Krankenhäuser. Am 15. Februar 1942 erfuhren sie dort von der Kapitulation von Singapur. 
Am Vormittag des 19. Februar 1942 wurde das Schiff auch das Ziel des schweren japanischen Luftangriffs auf Darwin, bei dem über 200 Menschen ums Leben kamen und acht Schiffe im Hafen versenkt wurden. Die AHS Manunda wurde nur knapp von einer Granate verfehlt, deren Explosion jedoch Granatsplitter über ihr gesamtes Deck regnen ließ. Später wurden 76 Einschlaglöcher in der Bordwand gezählt, die durch diese Splitter verursacht worden waren. Eine Bombe verfehlte nur knapp die Kommandobrücke, durchschlug jedoch das Oberlicht des Musiksalons und explodierte auf der Höhe des C-Decks, wo sie mehrere Menschen tötete oder verletzte. An mehreren Stellen an Bord brach Feuer aus und die Unterkünfte des medizinischen Personals wurden komplett zerstört. Unter der Besatzung und dem Pflegepersonal an Bord der Manunda gab es 15 Tote, darunter der Dritte Offizier, der stellvertretende Zahlmeister und eine Krankenschwester. 18 Personen wurden schwer und etwa 40 leicht verletzt. Oberschwester Clara Schumack stand infolge des Angriffs unter Schock, überwachte jedoch trotzdem die Versorgung der Verletzten. Für ihr Verhalten wurde sie später mit dem Royal Red Cross ausgezeichnet. Kapitän Garden erhielt für seine Schiffsführung den Order of the British Empire. 

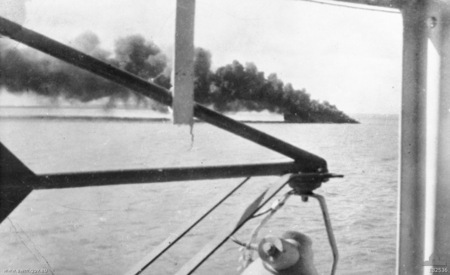
Blick von Bord der Manunda auf den brennenden Zerstörer Peary während des Luftangriffs auf Darwin

Die Manunda hatte im Vergleich zu anderen Schiffen im Hafen von Darwin Glück, sie wurde nicht versenkt. Sie wurde zwar beschädigt, diente nach der Attacke jedoch trotzdem als Auffangstation für Verwundete von anderen Schiffen. Sie kehrte mit 266 Verwundeten nach Fremantle zurück. Nachdem sie in Adelaide wieder in Stand gesetzt worden war, wurde sie in der Milne Bay in Papua-Neuguinea als Hospitalschiff für die alliierten Streitkräfte eingesetzt, die dort stationiert waren. Von der Milne Bay aus machte die Manunda insgesamt 27 Überfahrten nach Brisbane und Sydney. Danach wurde sie im Pazifikraum eingesetzt, wo immer die Streitkräfte sie benötigten. 
Nach der Kapitulation Japans wurde die Manunda im September 1945 nach Singapur geschickt, um dort ehemalige Kriegsgefangene und internierte Zivilisten aus dem Kriegsgefangenenlager Changi abzuholen. Zu demselben Zweck fuhr sie auch nach Labuan auf Borneo, um von dort aus Kriegsgefangene und Zivilisten zurückzuführen, die bis dahin im Kriegsgefangenenlager Batu Lintag interniert gewesen waren. 
Im September 1946 wurde die Manunda aus dem Dienst der australischen Marine entlassen und einer intensiven, 18 Monate dauernden Renovierung in Melbourne unterzogen. Am 2. April 1948 begann ihre erste Nachkriegsfahrt mit zivilen Passagieren entlang der australischen Küste. Im September 1956 wurde das 27 Jahre alte Schiff von der Adelaide Steamship Company außer Dienst gestellt und von der Okadagumi Shipping Ltd. aus Japan gekauft. Unter dem Namen TSMV Hakone Maru legte sie am 4. Oktober 1956 ein letztes Mal in Sydney ab. Am 18. Juni 1957 traf das Schiff zum Verschrotten in Osaka ein.